# Wales damlandslag i rugby union
Wales damlandslag i rugby union representerar Wales i rugby union på damsidan. Laget har varit med i sju världsmästerskap och har som bäst blivit fyra. Det skedde vid världsmästerskapen 1994.